# أندرو مولين
أندرو مولين (بالإنجليزية: Andrew Mullen) (مواليد 29 نوفمبر 1996) هو سبّاح من المملكة المتحدة، مثّل بلاده في الألعاب البارالمبية الصيفية 2012.